# 牟太釩
牟 太釩（モ・テボム、모태범、1989年2月15日 - ）は、大韓民国のスピードスケート選手。韓国人として初めて同競技でオリンピック優勝を果たした。本貫は咸平牟氏。

## 人物
1989年、ソウル生まれ。姉が一人いる。初等学校三年生の時父に勧められてスケートを始めた。学校のスケートチームへ参加し、当時その年代で強さを見せていたライバル校に勝利した。その後、バンクーバーオリンピックで二個のメダルを獲得した李承勲と親友になる。成長するといったんスケートをやめるが3年間悩んだ末、母のアドバイスに従い再び始めた。韓国体育大学校を経て、現在大韓航空所属。

## ジュニア年代での経歴
牟にとっての最初の大会は、2004年11月23日から翌日に行われた韓国距離別選手権であった。牟は1000mで10位、1500mで3位となった。続いて参加した2005年の世界ジュニア選手権(セイナヨキ)では500m、1000m、3000m、5000mの四種目に参加したが、5位に入った500m以外はどの種目も10位以下に終わった。
2006年には韓国スプリント選手権や同距離別選手権に参加し、後者で1000m5位に入った。牟が参加できる最後のジュニアの大会となった同年の世界ジュニア選手権(エルフルト)では2種目(500m、1500m)で1位となった。

## シニア年代での経歴
バンクーバーオリンピックまで、牟はジュニア年代以外のレースで勝った経験がなかった。牟がシニア年代として初めて臨んだ大会は2007年の韓国距離別選手権である。2008/09シーズンのワールドカップでは個人種目で上位10位に入れなかった。2009年の世界距離別選手権では1000m8位、1500m11位であった。同年のユニバーシアードでは1000mと1500mで優勝した。
バンクーバーオリンピックではほとんど無名の存在ながら2個のメダルを獲得し、その後も牟は世界距離別選手権や世界スプリント選手権でも好成績を上げている。2011/12シーズンにはワールドカップで初優勝し、同500mで総合優勝を果たした。

## バンクーバーオリンピック
牟はバンクーバーオリンピックでは500m、1000m、1500mの代表に選ばれ、団体パシュートの補欠にも入った。500mで1回目に34秒92、2回目に34秒90のタイムを記録している。全選手中唯一34秒台を二本続け優勝した。韓国人選手がショートトラックスピードスケート以外で冬季オリンピックの金メダルを獲得したのは初めてである。またこのレースが行われたのは牟の21歳の誕生日でもあった。牟は世界ランク1位と2位であった同胞の李康奭と李奎爀を抑えて優勝し、派手なヘルメットをかぶりながら滑ってこれを喜んだ。1000mでもアメリカのシャニー・デービスに0.18秒差で敗れたものの銀メダルを獲得し、冬季オリンピック一大会で二個のメダルを獲得したショートトラック以外では最初の韓国人選手となった。1500mでは5位だった。

### 金メダルへの反応
世界ランク14位だった牟はダークホース扱いであり、その優勝は驚きを呼んだ。大韓オリンピック委員会のパク・ピルスン国際事業部長は「牟は無名だった。彼の金メダル獲得は李奎爀の後の、韓国スピードスケートの新世代の幕開けを告げるものだ」とコメントした。李明博大統領も牟のことを「韓国スピードスケートの歴史を塗り替えた誇り高き宝」と呼んで祝福するメッセージを送り、「彼はその強い精神と優れた技術で国民に歓喜をもたらした」と語った。
オリンピック前に代表選手団は記者会見を受けたが、牟に対する質問はほとんどなかった。牟は失望した一方で、それによりレースに集中できたという。優勝後「(優勝は)ただ想像し、夢見ていただけでした」と語り、500mのレースを1000mへ向けてのウォーミングアップだと見ていたことを明かした。

## ソチオリンピック
2014年ソチオリンピックでは500mで1回目に34秒84、2回目に34秒85のタイムを記録し4位入賞となり、2大会連続のメダル獲得とはならなかった。1000mでは1分9秒37の記録で12位に終わった。

## 現在
2021年7月21日、バラエティー番組の収録中に新型コロナウイルスに感染したことを明らかにした。